# Ctenus bowonglangi
Ctenus bowonglangi är en spindelart som beskrevs av Anna Maria Sibylla Merian 1911. Ctenus bowonglangi ingår i släktet Ctenus och familjen Ctenidae.
Artens utbredningsområde är Sulawesi. Inga underarter finns listade i Catalogue of Life.